# Lwów po polsku
Lwów po polsku  – seria sześciu książek-przewodników po Lwowie poświęconych badaniom nad polskimi przedwojennymi napisami, które zachowały się na ulicach współczesnego miasta.
Jako pierwsza z serii wydana została książka Imię domu oraz inne napisy (ISBN 978-617-642-058-3) Kseni Borodin i Iwanny Honak.
W pracy tej zebrano i zbadano napisy oraz epigrafy reklamowo-informacyjne (szyldy, pieczęcie, tabliczki, oznaczenia), inskrypcje o charakterze historycznym i religijnym, podpisy architektów i rzeźbiarzy, nazwy własne (nazwy willi, ulic oraz wskazówki dotyczące numeracji), pamiątkowe tablice itp. – w sumie ponad pięćset inskrypcji, które się zachowały na budynkach mieszkalnych.
Książka Miejskie życie na co dzień (ISBN 978-617-642-113-9) jest to drugi przewodnik, który odzwierciedla życie przedwojennego Lwowa przez pryzmat polskich napisów zachowanych do dziś na różnych instytucjach (szkoły i gimnazja, banki i fabryki, apteki i szpitale, hotele i sklepy, restauracje i kawiarnie itp).
Przewiduje się, iż kolejne 3 pozycje zostaną wydane w przyszłości. Badania (2010, 2011) zostały przeprowadzone przy wsparciu Muzeum Historii Polski w Warszawie. Publikacja ukazała się dzięki pomocy Konsulatu Generalnego Rzeczypospolitej we Lwowie oraz Biura Turystycznego "Quand".
Książki skierowane są do lwowian i turystów zainteresowanych historią, kulturą, historią sztuki, urbanistyką lingwistyczną lub geografią, a także wszystkich wielbicieli Lwowa. Wydania mieszczą prawie 300 fotografii będących jednocześnie świadectwem stanu polskich inskrypcji we współczesnym Lwowie. Pod uwagę zostały wzięte tylko obiekty dostępne dla ogółu (zarówno od wewnątrz jak i od zewnątrz).